# Marlous Löffelman
Marlous Löffelman (Arnhem, 11 maart 1975) is een Nederlandse radiopresentatrice.

## Biografie
Löffelman begon met radiomaken voor Omroep Tiel. Ze werd hier door Veronica ontdekt en kreeg een interne radio-opleiding. Voordat Löffelman de opleiding had afgerond, werd Club Veronica in 1994 opgeheven. Hierna besloot ze eerst haar studie af te maken.
In juni 2003 werd Löffelman co-host van Rick van Velthuysen in het programma WeekendRick van Radio 538. Op 28 oktober 2007 stopte het programma en werd Löffelman sidekick en producent van Rob Stenders op zijn radiostation KX Radio. Ook maakte ze er het programma Voor de kat zijn KX.
In september 2008 keerde het programma WeekendRick terug op de radio, ditmaal bij Veronica. Velthuysen vroeg hiervoor wederom Löffelman. Hierna was zij ook te horen als vervanger van Velthuysen bij het programma MogguhRick. Ook was ze vaste invaller bij het middagprogramma van Rob van Someren, Somertijd, waar ze bij ziekte of afwezigheid sidekicks Juri Verstappen en DJ Sven verving. Later werd ze in het weekend sidekick bij WeekendRick. Begin 2015 moest Löffelman vertrekken bij Veronica vanwege een nieuwe programmering.